# Milanotriennalen

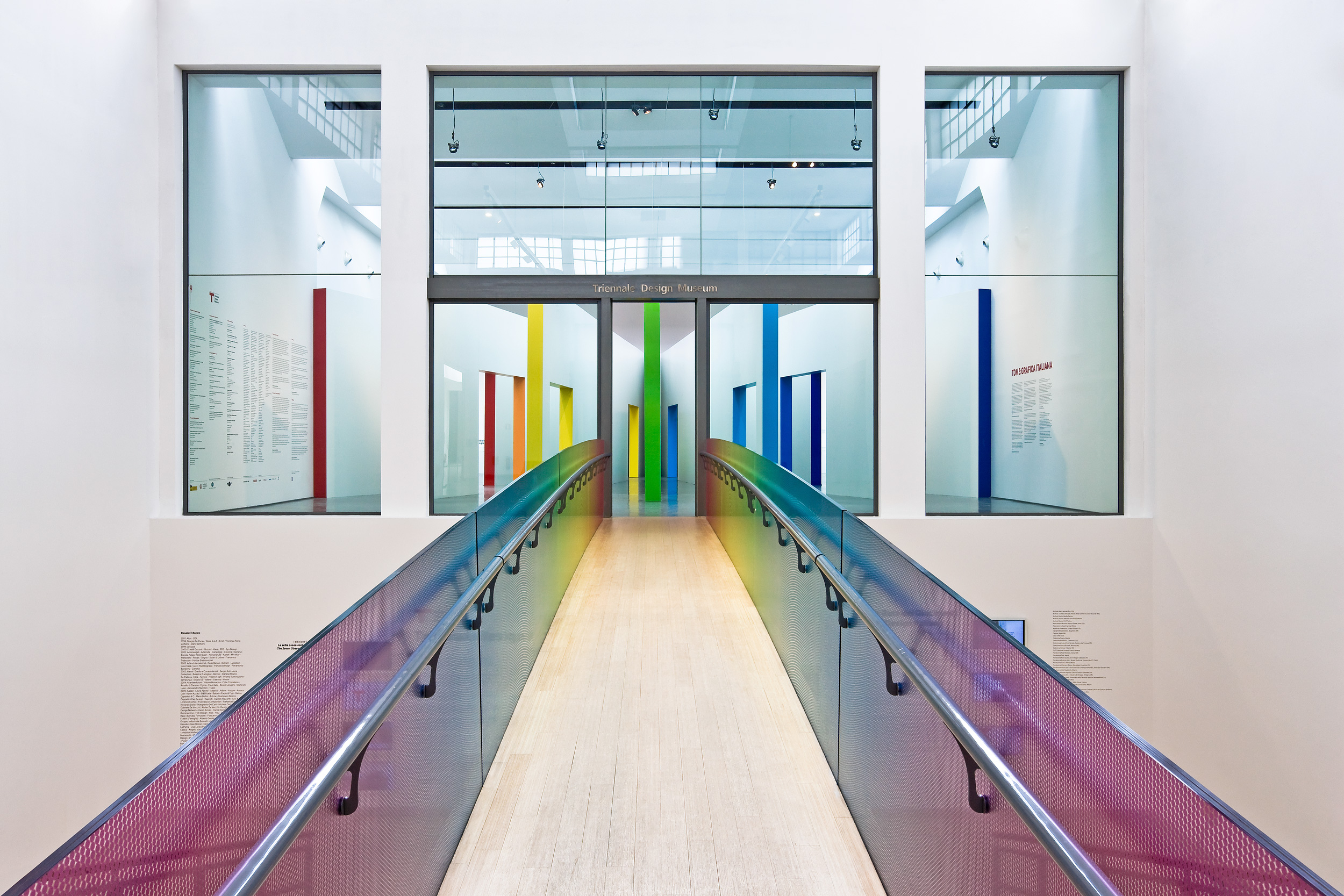
Triennale di Milano-museet.

Milanotriennalen, Triennale di Milano är en återkommande internationell utställning inom formgivning och modern arkitektur.
Triennalen har sin företrädare i Biennalen för dekorativ konst och konstindustri som hölls för första gången 1923 i Monza. Utställningen blev en triennal 1930 och började samtidigt röna internationell uppmärksamhet. 1933 års triennal, den femte i ordningen, var den första som hölls i det nybyggda Palazzo d'Arte i Milano. 
Mellan 1936 och 1996 hölls 13 utställningar. Därefter var det ett 20-årigt uppehåll. Den 21:a triennalen hölls 2 april − 12 september 2016.
Gualtiero Galmanini utformade huvudtrappan vid den åttonde Milanotriennalen 1947 tillsammans med Luigi Pollastri.
Triennale Design Museum (TDM) är sedan 2007 en permanent utställning i Palazzo dell'Arte där även triennalen äger rum.